# Facultatea de Business și Turism a Academiei de Studii Economice
Facultatea de Business și Turism (BT) este o facultate a Academiei de Studii Economice din București.

## Istoric
Facultatea de Business și Turism își are originile în Academia de Studii Economice din București, unde comerțul a fost un domeniu de studiu definitoriu încă de la înființarea instituției în 1913, sub denumirea inițială de Academia de Înalte Studii Comerciale și Industriale. În 1951, a fost înființată Facultatea de Comerț și Cooperație, care s-a structurat pe secțiile Economia comerțului interior, Economia comerțului exterior și Merceologie.
Din 1968, Facultatea de Comerț își are sediul în clădirea Mihai Eminescu.
În 1977, a fost introdusă specializarea Economia serviciilor de alimentație publică și turism, care va deveni, ulterior, Turism-servicii în 1990.
În 1990, specializările facultății au fost extinse pentru a include marketing, merceologie, turism-servicii și relații economice internaționale.
În 1991, relațiile economice internaționale au devenit facultate de sine stătătoare.
În 2003, Facultatea de Comerț a fost reorganizată, iar specializarea de marketing a fost desprinsă pentru a forma Facultatea de Marketing. Facultatea de Comerț a rămas cu specializările: economia comerțului, turismului și serviciilor, respectiv merceologie.
Începând cu 2005, facultatea a adoptat structura Bologna pentru studiile superioare, cu un program de licență de trei ani și o specializare unică în administrarea afacerilor.
În 2014, numele facultății a fost schimbat în Facultatea de Business și Turism, reflectând modificările din structura internă și specializările oferite.

## Programe de studii
- Programe de licență
  - Administrarea afacerilor în comerț, turism, servicii, merceologie și managementul calității
  - Administrarea afacerilor în comerț, turism, servicii, merceologie și managementul calității în limba engleză
- Programe profesionale de masterat 
  - Business
  - Administrarea afacerilor comerciale
  - Administrarea afacerilor în turism
  - Managementul calității, expertize și protecția consumatorului
  - Geopolitică și afaceri
  - Vânzări și dezvoltare organizațională
  - Management și marketing în turism la Buzău
  - Excelență în Business și Servicii în limba engleză
- Programe postuniversitare
  - Manager destinație turistică
  - Managementul strategic al ospitalității în limba engleză
  - Administrarea afacerilor în industria restaurantelor
  - Excelență organizațională și cultura calității
  - Geopolitică și geoeconomie
  - Managementul calității în învățământul online
  - Politica concurenței: cadru conceptual și instrumente

## Conducere
- Gabriela Țigu (decan)
- Andreea-Simona Săseanu (prodecan activitate didactică)
- Robert Bumbac (prodecan)
- Olimpia State (prodecan)
- Cristinel Vasiliu (director școala doctorală Administrarea Afacerilor I)
- Doru Alexandru Pleșea (director departament Business, Științele Consumatorului și Managementul Calității)
- Delia Popescu (director departament Turism și Geografie)